# Бишвајер
Бишвајер (њем. Bischweier) општина је у њемачкој савезној држави Баден-Виртемберг. Једно је од 23 општинска средишта округа Раштат. Према процјени из 2010. у општини је живјело 3.161 становника. Посједује регионалну шифру (AGS) 8216006.

## Географски и демографски подаци
Бишвајер се налази у савезној држави Баден-Виртемберг у округу Раштат. Општина се налази на надморској висини од 133 метра. Површина општине износи 4,6 km².

## Становништво
У самом мјесту је, према процјени из 2010. године, живјело 3.161 становника. Просјечна густина становништва износи 689 становника/km².